# Harry S. Truman
Harry S. Truman, ameriški poslovnež in politik, * 8. maj 1884, Lamar, Missouri, † 26. december 1972, Kansas City, Missouri, ZDA.
Bil je 33. predsednik Združenih držav Amerike, od leta 1945 do 1953. Bil je tudi dosmrtni član demokratske stranke, pred tem je bil 34. podpredsednik od januarja do aprila 1945 v mandatu predsednika Franklina Roosevelta in kot senator ZDA iz Missourija od leta 1935 do januarja 1945. Potem, ko je Franklin Roosevelt aprila 1945 umrl, je Truman prevzel predsedniško mesto in izvedel Marshallov načrt za obnovo gospodarstva Zahodne Evrope in vzpostavil tako svojo doktrino kot tudi Nato, da bi s tem preprečil nadaljnjo širitev komunizma. Predlagal je tudi številne liberalne notranje reforme, le nekaj jih je sprejela konservativna koalicija, ki je prevladovala v kongresu.
Truman je odraščal v Independenceu v Missouriju, med prvo svetovno vojno pa se je boril v Franciji kot vodja poljskega topništva. Ko se je vrnil domov, je odprl galanterijo v Kansas Cityju v Missouriju, kasneje pa je bil leta 1922 izvoljen za uradnika okrožja Jackson. Truman je bil leta 1934 izvoljen v senat Združenih držav Amerike iz Missourija in je pridobil nacionalni ugled kot predsednik Trumanovega odbora, ki je bil z namenom zmanjšanja odpadkov in neučinkovitosti v vojnih pogodbah. Kmalu po tem, ko je nasledil predsedniški položaj, je odobril prvo in edino uporabo jedrskega orožja v drugi svetovni vojni. Trumanova administracija se je ukvarjala z internacionalistično zunanjo politiko in se odrekla izolacionizmu. Med predsedniškimi volitvami leta 1948 je zbral svojo koalicijo New Deal in dosegel presenetljivo zmago, s katero si je zagotovil lastni predsedniški mandat.
Po začetku hladne vojne je Truman leta 1948 nadziral Berlinski zračni in Marshallov načrt. Ko je Severna Koreja leta 1950 napadla Južno Korejo, je Truman pridobil odobritev Združenih narodov za posredovanje pomoči Južni Koreji v korejski vojni. Ni prosil za odobritev kongresa, in ko je vojna zastala, je njegova priljubljenost padla. Njegova administracija je uspešno vodila ameriško gospodarstvo skozi povojne gospodarske izzive; pričakovana povojna kriza se ni nikoli zgodila. Leta 1948 je predložil prvo obsežno zakonodajo o državljanskih pravicah. To se ni izšlo, zato je namesto tega izdal izvršilni ukaz 9980 in 9981 za začetek rasne enakosti v zveznih agencijah in vojski.
Korupcija v Trumanovi administraciji je postala osrednje vprašanje kampanje na predsedniških volitvah leta 1952. Leta 1952 je bil upravičen do ponovne izvolitve, vendar se je zaradi šibkih volitev odločil, da ne bo kandidiral. Republikanec Dwight D. Eisenhower je prehitel Trumanov rekord in zlahka zmagal na volitvah. Truman se je nato upokojil, njegovo upokojitev pa sta zaznamovala ustanovitev njegove predsedniške knjižnice in objava njegovih spominov. Dolgo je veljalo, da so bila njegova upokojitvena leta za Trumana finančno težka, zaradi česar je ameriški kongres izglasoval pokojnino za nekdanje predsednike, vendar so se sčasoma pojavili številni dokazi, da je po odhodu s položaja nabral precejšnje bogastvo. Ko je zapustil politiko, je bilo Trumanovo predsedovanje močno kritizirano, čeprav je bila kritična ponovna ocena njegovega mandata ugodna.
Danes Truman velja za enega največjih predsednikov.

## Zgodnje življenje
Harry Truman se je rodil v Lamarju v Missouriju 8. maja 1884 kot najstarejši otrok Johna Andersona Trumana in Marthe Ellen Young Truman. Ime je dobil po materinem stricu Harrisonu "Harryju" Youngu. Njegova srednja začetnica, "S", časti njegova dedka, Andersona Shippa Trumana in Solomona Younga. Kmalu za Harryjem se je rodil brat John Vivian, ki mu je sledila sestra Mary Jane. Trumanovi predniki so predvsem angleški z nekaj škoti-irskimi, nemškimi in francoskimi. Družina je živela v Lamarju, dokler Harry ni bil star deset mesecev, ko so se preselili na kmetijo blizu Harrisonvillea v Missouriju. Nato so se preselili v Belton in leta 1887 na kmetijo njegovih starih staršev v Grandviewu s 600 hektarji (240 ha). Ko je bil Truman star šest let, so se njegovi starši preselili v Independence, Missouri, da je lahko obiskoval nedeljsko šolo Prezbiterijanske cerkve. Običajne šole je obiskoval šele pri osmih letih. Medtem ko je preživljal svoje otroštvo, je služil kot šaboški goj za judovske sosede in v šabat zanje opravljal naloge, ki jim jih je na ta dan preprečila njihova vera.
Trumana so zanimale glasba, branje in zgodovina, vse to je spodbujala njegova mama, s katero sta bila zelo blizu. Kot predsednik je od nje zahteval politične in osebne nasvete. Vsako jutro je vstajal ob petih, da bi vadil klavir, ki se ga je učil več kot dvakrat na teden do svojega petnajstega leta in tako postal precej izkušen igralec. Truman je leta 1900 delal na demokratski nacionalni konvenciji v Kansas Cityju; njegov oče je imel veliko prijateljev, aktivnih v demokratski stranki, ki so mlademu Harryju pomagali pridobiti svoj prvi politični položaj. Po opravljeni diplomi na srednji šoli Independence leta 1901 se je Truman vpisal na srednjo šolo Spalding's Commercial College, poslovno šolo v Kansas Cityju. Študiral je knjigovodstvo, stenografijo in tipkanje, a je po enem letu zapustil šolo.

## Vojaška kariera
Truman se je leta 1905 prijavil v nacionalno gardo Missouriju, kjer je služil do leta 1911. Ko so ZDA aprila 1917 vstopile v prvo svetovno vojno, se je ponovno pridružil nacionalni gardi. Preden je odšel v Francijo, so ga poslali na usposabljanje v kamp Doniphan blizu Fort Silla, blizu Lawtona v Oklahomi. Taborniško delo je vodil z Edwardom Jacobsonom, ki je imel izkušnje kot uradnik v trgovini z oblačili v Kansas Cityju. Pri Ft. Silla je spoznal tudi poročnika Jamesa M. Pendergasta, nečaka Thomasa Josepha (T.J.) Pendergasta, ki je bil politik v Kansas Cityju. Oba moža sta odigrala ključno vlogo v kasnejših dogodkih v Trumanovem življenju.
Truman je bil izbran za častnika in nato za poveljnika vojaške garde v artilerijskem polku v Franciji. Njegova enota je bila D, 129. poljski artilerijski polk, 60. brigada 35. pehotne divizije, ki je bila znana po težavah z disciplino. Med nenadnim napadom Nemcev v Vogezah se je garda začela širiti. Truman je ukazal, da se vrnejo na svoja delovna mesta s prisegami in prekletvicami, ki se jih je "naučil med delom na železnici Santa Fe." Njegovi ljudje so se, presenečeni nad njegovim izbruhom jeze, zbrali in mu sledili na varno. Pod vodstvom poveljnika Trumana v Franciji vojaška garda ni izgubila niti enega vojaka. 11. novembra 1918 je njegova garda izstrelila nekaj zadnjih strelov prve svetovne vojne proti nemškim četam. Vojna ga je spremenila in razkrila njegove vodstvene lastnosti. Kasneje je postal polkovnik v vojaških rezervah, kariera v vojni pa mu je pozneje omogočila politično kariero v Missouriju.

## Zasebno življenje
Ob koncu vojne se je Truman vrnil v Independence in se poročil s svojo dolgoletno prijateljico Bess Wallace 28. junija 1919. Par je imel eno hčerko Mary Margaret (17. februar 1924 - 29. januar 2008).

## Politična kariera
Iz obskurnosti je Trumana v politiko pripeljala pokvarjena demokratska politična mašinerija Kansas Cityja, ki jo je vodila zloglasna družina Pendergast. Ta irska družina je razdelila denar, delovna mesta, pomoč tistim v stiski in nato zbrala njihove glasove. Trumanu so ponudili službo, ker so potrebovali nekoga, ki je bil neirskega porekla, ne pokvarjen in ne katoličan, ampak nekoga, ki je veljal za Angleža, poštenjaka, krstnika in prostozidarja, ki ga je lokalna družba cenila in ki mu nihče ne bi mogel reči slabo. Truman jim je bil hvaležen, da so jih rešili finančnega bankrota. S pomočjo svojih nekdanjih soborcev in znancev je bil najprej izvoljen na upravne položaje okraja kot »izvoljeni sodnik« (1922–24) in nato »predsedujoči« (1927–34). Zgradil je ceste in bolnišnice, vodil pa je tudi zvezno službo za nujno pomoč pri delu. Časopisi so poveličevali Trumana, na naslovnici Timesa 8. marca 1943 in po poročanju revije Look je bil eden od desetih Washingtonskih uradnikov, ki jim država dolguje največ.
Leta 1944 so svetovalci vedeli, da ameriški predsednik Franklin Roosevelt zaradi slabega zdravja morda ne bo preživel svojega četrtega mandata in da bo njegov podpredsednik zelo verjetno postal naslednji predsednik. Vendar so se konservativni demokrati želeli znebiti podpredsednika Wallacea, ki je veljal za preveč liberalnega, in na koncu predlagali Trumana za podpredsednika, ker se osebno niso več mogli dogovoriti. Nekateri so ga zato imenovali "novi kompromis iz Missourija". Nazadnje mu je Roosevelt ob burni nominaciji po telefonu rekel: "Povejte senatorju, da bo to njegova odgovornost, če želi sredi vojne razdeliti demokratsko stranko!" "Oh, sranje," je vzdihnil Truman, nato pa je svojo izjavo pozneje spremenil: "No, če je temu tako, moram reči da." Truman je kot podpredsednik ZDA služil 82 dni.

### Predsednik ZDA
12. aprila 1945 je ameriški predsednik Franklin Roosevelt umrl zaradi možganske krvavitve. Kmalu po njegovi smrti je njegova žena Eleanor Roosevelt poklicala Trumana v Belo hišo in mu rekla: "Harry, predsednik je mrtev." Truman se je poklonil Rooseveltu, nato pa je zaprisegel kot predsednik ZDA. Dan po zaprisegi je Truman dejal:
"Fantje, če molite, molite zame. Ne vem, ali je nate kdaj padel kozolec, a ko so mi povedali, kaj se je zgodilo včeraj, se počutim, kot da so Luna, zvezde in vsi planeti padli name."
Ob prevzemu funkcije je Truman vse člane Rooseveltove administracije prosil, naj ostanejo na njihovih položajih, povedal jim je, da je odprt za njihove predloge, vendar je izpostavil osrednje načelo svoje administracije: on bo tisti, ki bo sprejemal odločitve in oni bi morali to podpreti. Čeprav je bil Truman popoldne 12. aprila hitro obveščen, da imajo zavezniki izjemno močno novo orožje, ga je vojni minister Henry Lewis Stimson o podrobnostih seznanil šele 25. aprila. Truman je po Rooseveltovi smrti in uspehih zaveznikov v Evropi užival v milosti. Vesel je bil, da je lahko 8. maja 1945, na dan svojega 61. rojstnega dne oznanil nemško kapitulacijo.  in zmago zaveznikov. Pri tem je Truman dan zmage v Evropi in njena praznovanja posvetil Rooseveltovemu spominu, za preostalo 30-dnevno žalovanje pa je ohranil na pol viseče zastave po ZDA. Pri tem je Truman dejal, da je njegova edina želja ta, da bi Roosevelt to dočakal in da bi bil priča temu dnevu.
Po zmagi zaveznikov v Evropi je predsednik Truman odpotoval v Evropo na konferenco v Potsdamu, kjer so razpravljali tudi o tem, kako bodo premagali Japonce, ki se nikakor niso hoteli predati in so se borili naprej. Napad na Japonsko bi povzročil velike izgube civilnih in vojaških življenj ter veliko materialno škodo. Da bi Truman prisilil Japonsko h kapitulaciji, se je odločil, da bo uporabil jedrske bombe, saj mu je sovjetski voditelj Josif Stalin povedal, da je bil preizkus prvega jedrskega orožja Trinity 16. julija uspešen.
Avgusta je Japonska vlada zavrnila zahteve po predaji, kot je bilo izrecno navedeno v Potsdamski deklaraciji. Ker je bila invazija na Japonsko neizbežna, je Truman odobril razpored za odvrženje dveh razpoložljivih jedrskih bomb. Truman je vedno rekel, da je napad na Japonsko z atomskimi bombami rešil veliko življenj na obeh straneh; vojaške ocene za invazijo na Japonsko so bile, da bi lahko vojna trajala še eno leto in povzročila od 250.000 do 500.000 ameriških žrtev. 3. avgusta je tako Truman odobril napad jedrskih bomb na Japonsko. Hirošima je bila bombardirana 6. avgusta, Nagasaki pa tri dni pozneje, pri čemer je umrlo 105.000 ljudi. Sovjetska zveza je 9. avgusta napovedala vojno Japonski in napadla Mandžurijo. Japonska se je naslednji dan strinjala s predajo in 2. septembra podpisala premirje, s tem pa se je končala druga svetovna vojna. Razlog, ki ga je Truman navedel za uporabo jedrskega orožja, je bil ustrahovanje Japonske in prisilna predaja. Vendar pa je bilo po mnenju nekaterih ameriških vojaških oseb, kot sta general Henry Arnold in admiral William Halsey, bombardiranje napaka, saj je bilo Japonsko cesarstvo na robu izgube vojne in se mora vseeno predati. Drugi razlog za uporabo jedrskega orožja je bil pritisk in demonstracija sile proti ZSSR. Kljub dvomom vojnega ministra Henryja Stimsona je Truman s tem z Japonsko začel diplomacijo s položaja sile proti Sovjetski zvezi, kar je bil začetek hladne vojne.
Odnosi ZDA in Združenega Kraljestva do Sovjetske zveze so do konca leta 1946 prešli iz prijateljskih v sovražne, saj so obsodili Stalinovo politično kontrolo nad Vzhodno Evropo in njegovo blokado Berlina. V skladu s politiko hladne vojne je Truman spomladi 1947 razvil doktrino (kasneje imenovano Trumanova doktrina), ki ponuja vojaško pomoč proameriškim državam. V prvi vrsti je šlo za Grčijo in Turčijo, kjer so se bali, da bi oblast prevzeli komunisti, kar bi lahko vodilo v propad prozahodnih vlad v drugih evropskih državah. Trumanova doktrina je bila razglašena v kongresu 12. marca 1947. Predsednik je želel organizirati tudi gospodarsko pomoč zahodnoevropskim državam, zato je 19. decembra istega leta uveljavil Marshallov načrt. Tretji korak v boju proti komunizmu je bila ustanovitev Severnoatlantskega pakta 4. aprila 1949. Ustanovne države so bile: ZDA, Francija, Velika Britanija, Italija, Kanada, Belgija, Nizozemska, Luksemburg, Danska, Norveška, Islandija in Portugalska. V okviru skrbi za zunanjo varnost je leta 1947 ustanovil Ministrstvo za obrambo in Centralno obveščevalno agencijo. Truman je aprila 1949 s svojimi ameriškimi kolegi in drugimi svetovnimi politiki ustanovil NATO ter si zadal nalogo za vedno preprečiti širitev komunizma.
Še kot senator se je Truman srečal s problemi Izraela in Palestine. 19. aprila 1945 je v avdiencijo sprejel rabina Stephena Wisea, s čimer je potrdil svojo naklonjenost sionističnemu gibanju. Dve leti pozneje, 25. marca 1948, je pristal na predlog, da se Palestina da pod skrbniki Združenih narodov. Ko je judovski nacionalni svet v Tel-Avivu (14. maja 1945) razglasil ustanovitev Izraela, so ZDA še isti dan priznale novo državo.
Kljub svoji nepriljubljenosti v družbi se je Truman odločil, da bo kandidiral za drugi mandat na volitvah leta 1948. Na demokratski konvenciji, ki je potekala junija 1948 v Filadelfiji, je bil dosedanji predsednik imenovan s prvim glasovanjem. Alben Barkley je bil kandidat za podpredsednika. Trumanovi glavni konkurenti so bili kandidat republikanske stranke Thomas Dewey, kandidat južnih demokratov Strom Thurmond in kandidat Progresivne stranke Henry Wallace. Na ljudskem glasovanju je Truman dobil več kot 24 milijonov glasov proti približno 21,5 milijona za Deweyja in po 1 milijon za Thurmonda in Wallacea. Na volilnem kolegiju je Truman dobil 303 glasove v primerjavi s 189 Deweyjem in 39 Thurmondom. 
Leto po tem, ko je Truman začel svoj drugi mandat, je izbruhnila korejska vojna. Odločil se je, da bodo ZDA poslale vojake na Korejski polotok kot čistilno misijo, čeprav kongres uradno ni napovedal vojne. Poveljnika je imenoval general Douglas MacArthur, ki se odkrito ni strinjal s predsednikovimi dejanji in ga obtožil preveč prizanesljivega načrta. Truman je bil proti predlagani ofenzivni strategiji, saj se je bal, da bi se ZSSR ali LRK pridružila vojni. Ker ni hotel odstopiti od priljubljenega McArthurja, se je z njim srečal 15. oktobra 1950 na otoku Wake. Čeprav je general sprva upošteval predsednikove ukaze, se je po nekaj mesecih vrnil k vodenju vojne po lastni presoji. Zaradi neučinkovitosti pozivov za nadzor nad vojsko s strani civilne politične oblasti je Truman McArthurja poklical v prestolnico in ga 10. aprila 1951 odpustil. Nasledil ga je general Matthew Ridgway. Posledično so se v Združenih državah Amerike pojavile obtožbe proti predsedniku in grožnje o njegovi odstranitvi s funkcije.
V notranjepolitičnem smislu je Truman sledil programu Just Deal kot nadaljevanje Rooseveltovega programa New Deal. V skladu z njim je obljubil minimalno plačo 75 centov na uro, nadzor cen, plač in kreditov ter odpravo protisindikalnega zakona Taft-Hartley. Vendar je zaradi finančno intenzivne korejske vojne Truman povečal davke. To je povzročilo val nepriljubljenosti v družbi, poleg tega pa je državni dolg dosegel rekordno vrednost. Leta 1952 je bilo izvedenih več manjših stavk. Ker Truman ni hotel izkoristiti Taft-Hartleyjevega zakona, je ukazal vojski, naj zaseže tovarne, kar je prav tako naletelo na ostro nasprotovanje. Delavci so se na kabinet pritožili na sodišču, ki je Charlesu Sawyerju, trgovinskemu sekretarju, naložilo vrnitev nezakonito zaseženih jeklarn.
Zaradi naraščajoče nepriljubljenosti se je Truman odločil, da na volitvah leta 1952 ne bo kandidiral za nov mandat. Nato je podprl guvernerja Illinoisa Adlaija Stevensona. V času Trumanovega predsedovanja je bila sprejeta XXII sprememba ustave, ki je formalno omejila število predsedniških mandatov na dva. Svoj predsedniški mandat je Truman končal 20. januarja 1953.

## Poznejše življenje
Potem, ko je Truman zapustil predsedniško funkcijo, se je umaknil v Missouri v zasebno življenje in njegovi javni nastopi so postali manj pogosti. Potem, ko je sredi petdesetih let dvajsetega stoletja postal Trumanov omejen finančni manevrski prostor, je ameriški kongres sprejel zakon o nekdanjih predsednikih, ki je vsem nekdanjim predsednikom dal pravico do izplačila pokojnin in drugih ugodnosti, kot sta osebna varnost in lastna pisarna. Do danes niti Truman niti kateri koli od njegovih predhodnikov ni prejel izplačila pokojnine za vodenje države. Po upokojitvi je napisal svoje dvosmerne spomine. Leta 1955 je izšla prva knjiga, ki govori samo o njegovem prvem letu delovanja. Drugi del se je pojavil leta 1956. Leto pozneje so v Independenceu v Missouriju odprli predsedniško knjižnico in muzej Harryja S. Trumana, Trumanovo predsedniško knjižnico.
Pred predsedniškimi volitvami leta 1960 je bil Truman kritičen do Johna F. Kennedyja, ki ga je videl kot premladega in neizkušenega politika za Belo hišo. Po Kennedyjevi volilni zmagi pa je nekdanji predsednik podprl tako njegovo politiko kot politiko svojega naslednika Lyndona B. Johnsona. Julija 1965 ga je v njegovem rojstnem mestu Independence obiskal predsednik Johnson, ki je v Trumanovi prisotnosti podpisal Zakon o socialni varnosti iz leta 1965, s katerim sta ustanovila Medicare in Medicaid. Johnson je želel spomniti na Trumanova prizadevanja, ki je v času njegovega mandata poskušal sprejeti podoben zakon, a mu v ameriškemu kongresu ni uspelo.

### Smrt
5. decembra 1972 je bil Truman sprejet v raziskovalno bolnišnico in medicinski center Kansas City ,potem, ko je zbolel za pljučnico. Zbolel je za večorgansko odpovedjo, padel je v komo in umrl 26. decembra 1972 ob 7:50 v starosti 88 let.
Žena Bess Truman se je odločila za preprost zasebni pogreb v knjižnici in ne za državni pogreb v Washingtonu. Teden dni po pogrebu so se tuji dostojanstveniki in Washingtonski uradniki udeležili spominske slovesnosti v Washingtonski nacionalni katedrali.
Bess je umrla leta 1982 in je pokopana poleg Harryja v knjižnici in muzeju Harryja S.

## Predstavnostne datoteke
- Videokolaž o Harryju Trumanu (o datoteki)
  - 
Zbirka videoizrezkov s predsednikom Trumanom.  (4.6 MB).
- Imate težave s predvajanjem? Na razpolago je pomoč za predstavnostno gradivo.